# Fresné-la-Mère
Fresné-la-Mère é uma comuna francesa na região administrativa da Normandia, no departamento Calvados. Estende-se por uma área de 8,17 km². Em 2010 a comuna tinha 601 habitantes (densidade: 73,6 hab./km²).